# Petrograder Seite

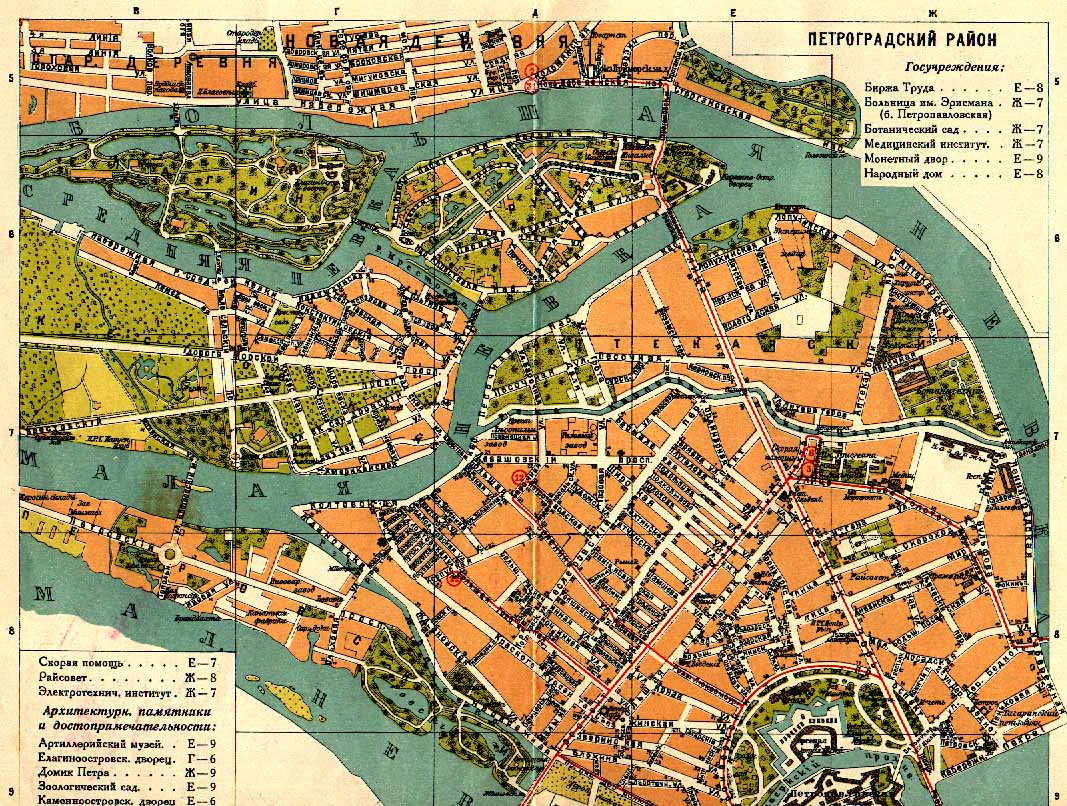
Karte der Petrograder Seite, etwa 1925

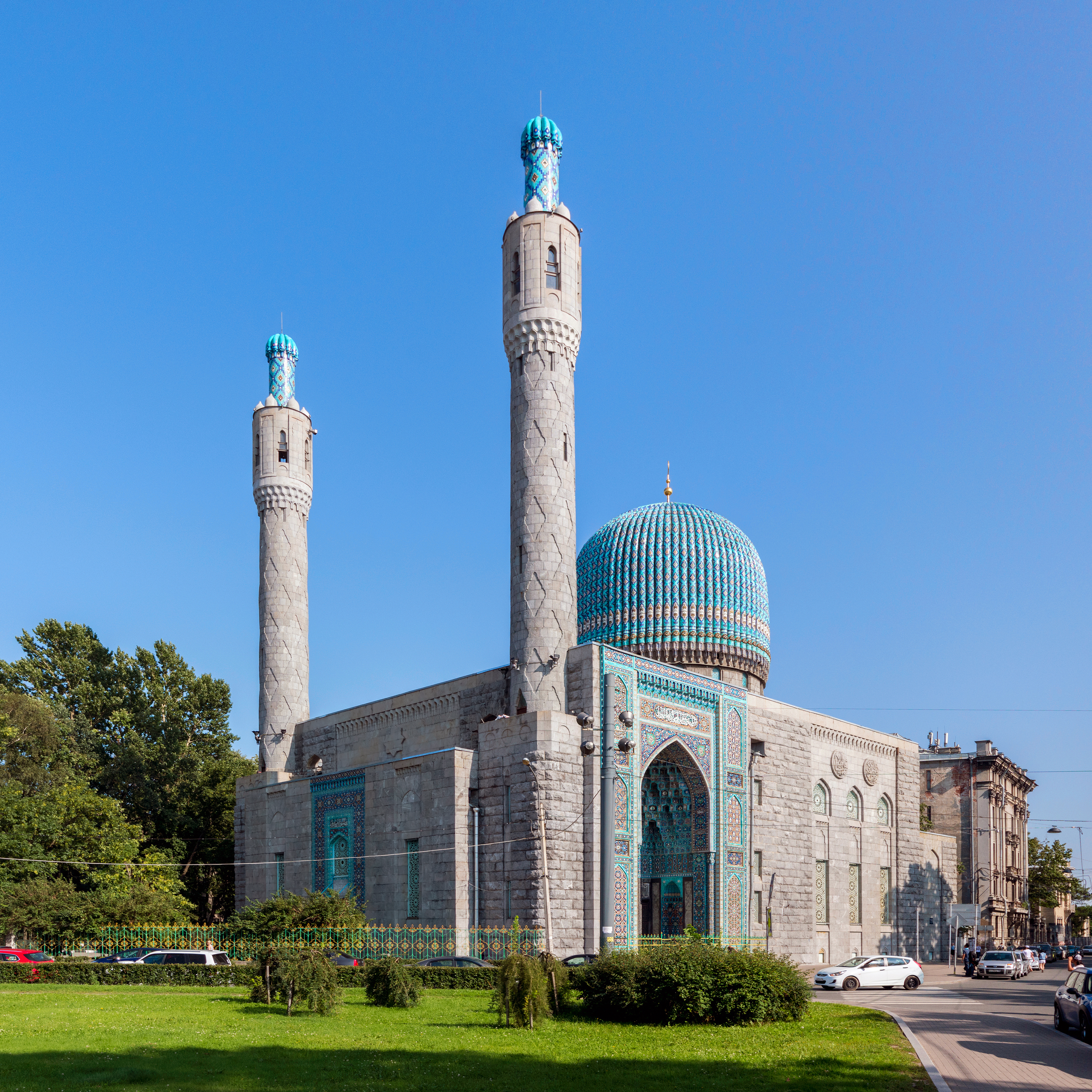
Sankt Petersburger Moschee

Die Petrograder Seite (russisch Петрогра́дская сторона́, Transkription Petrográdskaja storoná) ist ein historischer Stadtteil von Sankt Petersburg in Russland und entstand mit der Einteilung der Stadt in fünf Stadtteile 1718 (neben Admiralitäts-, Moskauer und Wyborger Seite sowie der Wassiljewski-Insel).
1917 wurde sie als Petrogradski Rajon einer von heute 18 Rajons. Der ursprüngliche Stadtteil Petrograder Seite liegt innerhalb des heutigen Petrogradski Rajon, von welchem 1936 der Primorski Rajon administrativ abgetrennt wurde. Seit 1973 hat der Rajon seine aktuellen Grenzen.
Die Petrograder Seite besteht aus mehreren Inseln. Die größten sind:
- Petrogradski-Insel
- Sajatschi-Insel (Haseninsel)
- Petrowski-Insel
- Aptekarski-Insel

Die Petrogradski-Insel ist die größte Insel der Petrograder Seite. Hier befinden sich viele Sehenswürdigkeiten, unter anderem die Sankt Petersburger Staatliche Medizinische Universität, der Österreichische Platz (Австрийская площадь), die Sankt Petersburger Moschee (Санкт-Петербургская соборная и кафедральная мечеть) sowie der Sport- und Konzertkomplex Jubileiny („Юбилейный“).
Auf der Sajatschi-Insel befindet sich die Peter-und-Paul-Festung, eine der ältesten Anlagen der Stadt.
Die Petrowski-Insel befindet sich zwischen der Schdanowka und der Kleinen Newa. Im Süden der Insel befindet sich das Petrowski-Stadion, im Nordwesten der Petrowski-Park.
Die Aptekarski-Insel (Apotheker-Insel) liegt im Norden der Petrograder Seite. Hier befinden sich unter enderem das Botanische Institut und der Sankt Petersburger Fernsehturm.